# Triệu Thành hầu
Triệu Thành hầu (Trung văn giản thể: 赵成侯, phồn thể: 趙成侯, bính âm: Zhào Chéng Hóu, trị vì 374 TCN - 350 TCN), tên thật là Triệu Chủng (趙種), là vị vua thứ tư của nước Triệu - chư hầu nhà Chu trong lịch sử Trung Quốc.
Ông là con của Triệu Kính hầu, vua thứ tư của nước Triệu.

## Chiến tranh với các nước
Năm 374 TCN, Triệu Kính hầu qua đời, Triệu Chủng lên nối ngôi, xưng là Triệu Thành hầu.
Cùng năm đó, em Triệu Thành hầu là công tử Thắng nổi loạn tranh giành ngôi vua, Triệu Thành hầu đánh bại quân của công tử Thắng.
Năm 371 TCN, Triệu Thành hầu đem quân đánh nước Tần, hai bên giao chiến ở đất Cao Yên, quân Triệu thất bại.
Năm 370 TCN, Ngụy Vũ hầu qua đời, các vị công tử tranh giành ngôi vua. Tháng 7 năm đó, trưởng tử của Ngụy Vũ hầu là Ngụy Oanh đem quân đánh công tử Hoãn (公子緩), Hoãn chạy sang nước Triệu. Triệu Thành hầu muốn đánh Ngụy, bèn liên minh với Hàn Ý hầu đem quân đưa Ngụy Hoãn về nước. Năm 369 TCN, liên quân Triệu, Hàn tiến vào nước Ngụy, vây khốn Ngụy Oanh ở Trạc Trạch. Tuy nhiên sau đó giữa Triệu và Hàn nảy sinh bất hoà. Triệu Thành hầu muốn sau khi đưa công tử Hoãn lên ngôi sẽ ép Ngụy cắt đất chia cho mình nhưng Hàn Ý hầu không đồng tình. Rốt cuộc cả Triệu và Hàn đều lui binh, để lại một mình công tử Hoãn. Ngụy Oanh chớp lấy thời cơ phản công, giết Ngụy Hoãn, rồi tự lập làm vua, tức Ngụy Huệ vương.
Năm 367 TCN, Tây Chu Uy công (phụ chính nhà Chu) mất, hai con là công tử Căn và công tử Triêu tranh ngôi. Năm 366 TCN, Triệu Thành hầu và Hàn Ý hầu lập công tử Căn ở đất Củng, tức là Đông Chu Huệ công hoặc Đông Chu quân, chia nước Chu ra làm hai.
Năm 360 TCN, Triệu Thành hầu và Hàn Chiêu hầu đem quân đánh nước Tần.
Năm 359 TCN, Triệu liên kết với Hàn, Ngụy đánh nước Tấn, đày Tấn Tĩnh công ra đất Loan Thị.
Năm 356 TCN, Triệu Thành hầu hội minh với các nước Tề, Tống ở Bình Lục.
Năm 354 TCN, Triệu đem quân tấn công nước Vệ, Ngụy Huệ vương sai quân cứu Vệ, đánh thắng quân Triệu, rồi kéo 10 vạn binh bao vây Hàm Đan, tháng 10 năm đó, Hàm Đan thất thủ, Triệu Thành hầu phải bỏ chạy. Tề Uy vương sai Điền Kỵ mang quân vây Ngụy cứu Triệu, vua Ngụy sai Bàng Quyên ra giao chiến. Điền Kỵ đánh Đại Lương, buộc Bàng Quyên phải bỏ việc tấn công Triệu để quay về cứu Đại Lương, nhưng thất bại ở Quế Lăng. Triệu Thành hầu trở về Hàm Đan.

## Qua đời
Năm 350 TCN, Triệu Thành hầu qua đời. Ông ở ngôi 24 năm. Sau khi Thành hầu mất, có con trai duy nhất là công tử Ngữ, Triệu Ngữ lên nối ngôi tức Triệu Túc hầu.